# Marit van Eupen
Marit van Eupen (Arnhem, 26 settembre 1969) è un'ex canottiera olandese, vincitrice della medaglia d'oro nel 2 di coppia pesi leggeri a Pechino 2008, e del bronzo ad Atene 2004.

## Palmarès
- Olimpiadi

Atene 2004: bronzo nel 2 di coppia pesi leggeri.
Pechino 2008: oro nel 2 di coppia pesi leggeri.
- Campionati del mondo di canottaggio

2005 - Kaizu:oro nel singolo pesi leggeri.
2006 - Eton: oro nel singolo pesi leggeri.
2007 - Monaco di Baviera: oro nel singolo pesi leggeri.